# Heures séculaires et instantanées
Heures séculaires et instantanées est un recueil de trois pièces pour piano d'Erik Satie, composé en 1914. 

## Présentation
Heures séculaires et instantanées est composé par Satie en juin et juillet 1914.
La partition est publiée en 1916 par Eugène Demets et créée par le pianiste Ricardo Viñes le 11 mars 1917 à la Galerie Barbazanges. 

## Structure

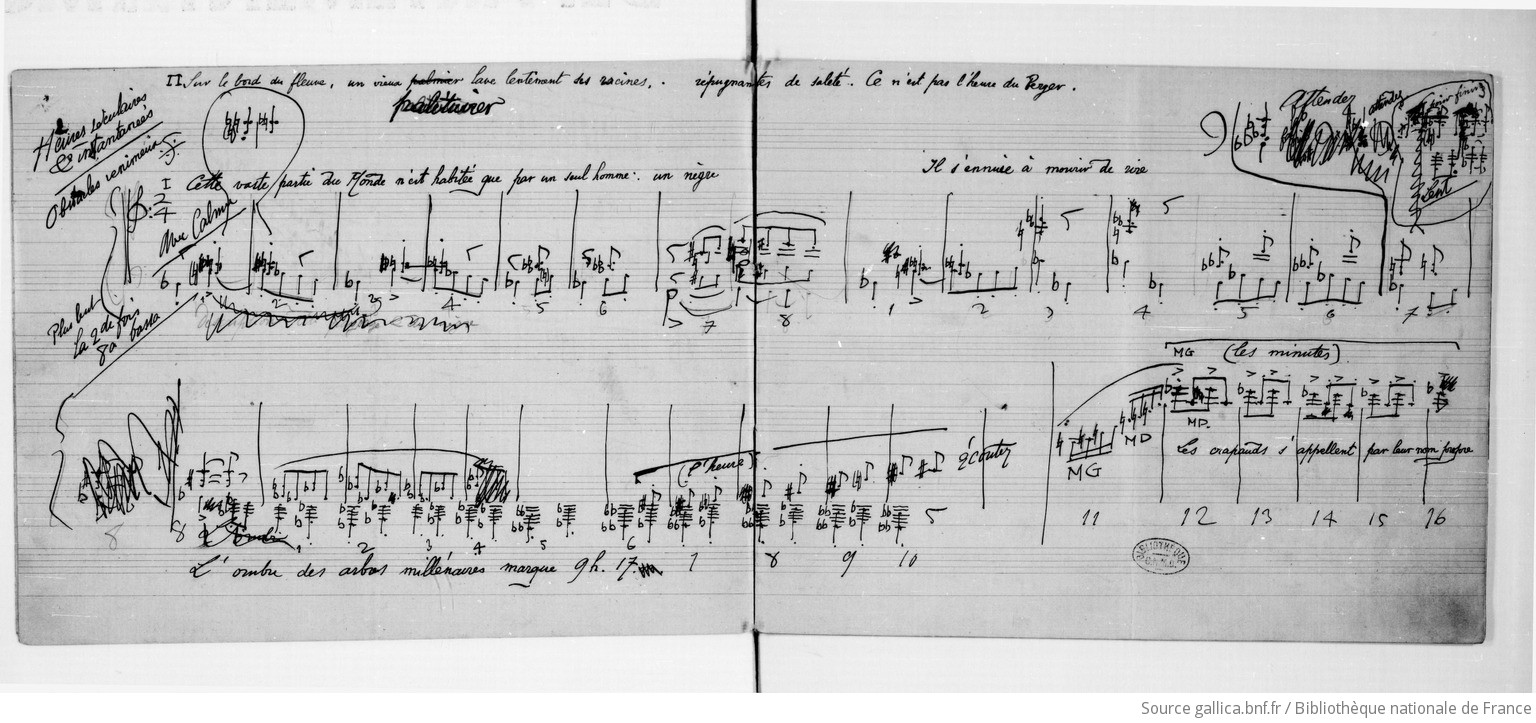
Première page du manuscrit autographe dObstacles venimeux (première pièce du recueil).

Le cahier, d'une durée moyenne d'exécution de trois minutes trente environ, comprend trois mouvements:
1. Obstacles venimeux — Noirâtre
2. Crépuscule matinal (de midi) — Sans grandeur
3. Affolements granitiques — Vivement

## Analyse
La partition porte en exergue une dédicace adressée à sir William Grant-Plumot,:

« À sir William Grant-Plumot, je dédie agréablement ce recueil. Jusqu'ici, deux figures m'ont surpris : Louis XI et sir William : le premier, par l'étrangeté de sa bonhommie ; le second, par sa continuelle immobilité. Ce m'est un honneur de prononcer, ici, les noms de Louis XI et sir William Grant-Plumot. »

Guy Sacre qualifie les Heures séculaires et instantanées d'« étranges pièces, aux prises avec l'inquiétude, et même l'angoisse, — au demeurant parmi les mieux venues de sa plume ». Toutes se conforment aux traditionnelles suppressions chez Satie des barres de mesures, de l'armure et de l'indication de mesure, et à la surabondance particulière d'indications textuelles sur la partition.
C'est dans ce recueil que Satie dévoile à l'interprète que faire de toutes ces indications, avec cet avertissement : 

« À quiconque.
Je défends de lire, à haute voix, le texte, durant le temps de l'exécution musicale. Tout manquement à cette observation entraînerait ma juste indignation contre l'outrecuidant.
Il ne sera accordé aucun passe-droit. »

Pour Anne Rey, dans ce recueil « la plaisanterie vire à l'aigre. Une sorte d'agressivité grimaçante s'est substituée à l'humour et à l'ironie ».

## Discographie
- Mon ami Satie, « une heure d'humour en compagnie de Claude Piéplu » (récitant), Jean-Pierre Armengaud (piano), Harmonia Mundi, Mandala, MAN 4879, 1991.
- Satie: Complete Piano Music, Jeroen van Veen (piano), Brilliant Classics 95350, 2016.
- Tout Satie ! Erik Satie Complete Edition[8], CD 4, Aldo Ciccolini (piano), Erato 0825646047963, 2015.
- Erik Satie Piano Music, Håkon Austbø (piano), Brilliant Classics 99384, 1999.